# Luga (flod)
Luga (russisk: Луга, finsk: Laukaanjoki, votisk: Laugaz) er en flod i Novgorod oblast og Leningrad oblast i Rusland.
Udspringet ligger cirka 20 km nord for Novgorod, i moseområdene ved Tesovskij. Den munder ud i Lugabugten i Den Finske Bugt. Floden fryser til i begyndelsen af december og isen smelter først i starten af april. Den største biflod er Oredezj. Ved høj vandstand flyder der ved bifurkation vand fra Luga over i Narva-floden.
Enkelte strækninger af Luga er sejlbare. Byerne Luga og Kingisepp ligger langs floden. Ved mundingen af Luga ligger containerterminalen Ust-Luga.
I nærheden af flodmundingen bor de sidste grupper af mennesker, som stadig taler votisk.
58°45′54″N 30°50′37″Ø / 58.765°N 30.8436°Ø